# Ophiopsila aranea
Ophiopsila aranea är en ormstjärneart som beskrevs av Forbes 1843. Ophiopsila aranea ingår i släktet Ophiopsila och familjen Ophiocomidae. Inga underarter finns listade i Catalogue of Life.